# Christian Mafla
Christian Camilo Mafla Rebellón (Palmira, Valle del Cauca, Colombia; 15 de enero de 1993) es un futbolista colombiano. Juega de lateral izquierdo y actualmente milita en Independiente Santa Fe de la Categoría Primera A colombiana.

## Trayectoria

### Inicios
Proveniente de una escuela de fútbol de la ciudad de Palmira, demostrando buenos dotes como lateral izquierdo, permaneció allí hasta el 2010; en el 2011, se le presentó la oportunidad de viajar a probarse y poder quedar en el plantel profesional a la ciudad de Tunja en el club Boyacá Chicó.

### Boyacá Chicó
Logró quedar y, posteriormente, el 27 de abril del 2011 debutó con el plantel profesional del Boyacá Chicó por el Torneo Postobón; allí estuvo hasta el 2012, con el Boyacá Chicó solamente disputó un partido, para ser cedido al América de Cali para el año 2012.

### América de Cali
Durante su estadía en el club vallecaucano disputó 23 partidos y anotó 4 goles.

### Sud América
Al término de la cesión con el América de Cali, nuevamente se le notifica desde el Boyacá Chicó que es cedido para el año 2013, esta vez al club Institución Atlética Sud América del fútbol uruguayo, siendo esta su primera experiencia internacional. Con el club uruguayo disputó solo 2 partidos.

### Olimpo
Tras pocas oportunidades de juego en el club uruguayo nuevamente es cedido en el mismo año esta vez al Club Olimpo de la segunda división del fútbol argentino. Equipo con el cual no disputó ningún encuentro.

### Atlético Bucaramanga
Al término de la cesión con el club argentino regresa para rescindir contrato con el club Boyacá Chicó  y posteriormente es fichado como agente libre por Atlético Bucaramanga para contar con él en el año 2014, equipo el cual era de la Categoría Primera B en ese año y permanecería dos años demostrado buen nivel. Disputó 95 partidos y anotó 5 goles. Quedó campeón del Torneo de Ascenso en el 2015.

### Atlético Nacional
Fue cedido por dos temporadas desde el club 'Leopardo' al club Atlético Nacional, disputó 25 partidos y anotó 6 goles.Quedó campeón de la Copa Colombia 2018.

### New England Revolution
Posteriormente en el año 2021, el club New England Revolution adquirió su pase al club Atlético Bucaramanga, así llegando a un acuerdo para su vínculo; durante su estadía en el club estadounidense no tuvo buen rendimiento futbolístico, solamente disputando 2 partidos, y logrando el título MLS Suppoters Shield 2021, para así a inicios del 2022 rescindir contrato.

### Deportivo Cali
Es contratado como agente libre por el Deportivo Cali firmando contrato hasta finales del 2022. Disputó 27 partidos con la camiseta verdiblanca.
El 23 de noviembre del 2022, Deportivo Cali oficializa su desvinculación de la institución quedando como agente libre.

### Deportivo Pasto
El 18 de enero del 2023 se confirma que llegó a un principio de acuerdo para realizar exámenes médicos el día 19 de enero del 2023 con el Deportivo Pasto.
Durante los años 2023 y 2024, Mafla jugó un total de 78 partidos (75 como titular) y marcó 1 gol. Mientras estuvo en el equipo pastuso, lograron clasificarse en 2 de las 4 temporadas que disputaron a la segunda fase de la Categoría Primera A y además lograron llegar hasta cuartos de final en la Copa Colombia 2024.

### Independiente Santa Fe
El día 3 de enero se oficializa su llegada a Independiente Santa Fe por medio de redes sociales.

## Selección nacional
Hizo parte de la nómina con la selección de fútbol sub-17 de Colombia en la Copa Mundial de Fútbol Sub-17 de 2009.

### Participaciones en Copas del Mundo
| Mundial                     | Sede    | Resultado    | Partidos | Goles |
| --------------------------- | ------- | ------------ | -------- | ----- |
| Copa Mundial Sub-17 de 2009 | Nigeria | Cuarto lugar | 0        | 0     |

## Clubes
| Club                   | País           | Año             | Partidos | Goles |
| ---------------------- | -------------- | --------------- | -------- | ----- |
| Boyacá Chicó           | Colombia       | 2011            | 1        | 0     |
| América de Cali        | Colombia       | 2012            | 22       | 1     |
| Sud América            | Uruguay        | 2013            | 2        | 0     |
| Olimpo                 | Argentina      | 2013            | 0        | 0     |
| Atlético Bucaramanga   | Colombia       | 2014-2017       | 95       | 2     |
| Atlético Nacional      | Colombia       | 2017-2020       | 74       | 0     |
| New England Revolution | Estados Unidos | 2021            | 12       | 0     |
| Deportivo Cali         | Colombia       | 2022            | 27       | 0     |
| Deportivo Pasto        | Colombia       | 2023-2024       | 78       | 1     |
| Santa Fe               | Colombia       | 2025 - Presente | 0        | 0     |

## Estadísticas

### Clubes
Actualizado al último partido disputado el 9 de diciembre de 2024.
| Club | Div.          | Temporada     | Liga  | Liga  | Liga  | Copas nacionales (1) | Copas nacionales (1) | Copas nacionales (1) | Copas internacionales (2) | Copas internacionales (2) | Copas internacionales (2) | Total | Total | Total |
| Club | Div.          | Temporada     | Part. | Goles | Asis. | Part.                | Goles                | Asis.                | Part.                     | Goles                     | Asis.                     | Part. | Goles | Asis. |
| --- | ------------- | ------------- | ----- | ----- | ----- | -------------------- | -------------------- | -------------------- | ------------------------- | ------------------------- | ------------------------- | ----- | ----- | ----- |
| Boyacá Chicó · Colombia | 1.ª           | 2011          | —     | —     | —     | 1                    | 0                    | 0                    | —                         | —                         | —                         | 1     | 0     | 0     |
| Boyacá Chicó · Colombia | Total club    | Total club    | —     | —     | —     | 1                    | 0                    | 0                    | —                         | —                         | —                         | 1     | 0     | 0     |
| América de Cali · Colombia | 2.ª           | 2012          | 17    | 1     | 0     | 5                    | 0                    | 0                    | —                         | —                         | —                         | 22    | 1     | 0     |
| América de Cali · Colombia |               |               | 17    | 1     | 0     | 5                    | 0                    | 0                    | —                         | —                         | —                         | 22    | 1     | 0     |
| Institución Atlética Sud América · Uruguay                                                                                             | 2.ª           | 2013          | 2     | 0     | 0     | —                    | —                    | —                    | —                         | —                         | —                         | 2     | 0     | 0     |
| Institución Atlética Sud América · Uruguay                                                                                             | Total club    | Total club    | 2     | 0     | 0     | —                    | —                    | —                    | —                         | —                         | —                         | 2     | 0     | 0     |
| Atlético Bucaramanga · Colombia | 2.ª           | 2014          | 13    | 1     | 0     | 3                    | 0                    | 0                    | —                         | —                         | —                         | 16    | 1     | 0     |
| Atlético Bucaramanga · Colombia | 2.ª           | 2015          | 26    | 0     | 0     | 3                    | 0                    | 0                    | —                         | —                         | —                         | 29    | 0     | 0     |
| Atlético Bucaramanga · Colombia | 1.ª           | 2016          | 24    | 0     | 0     | 5                    | 0                    | 0                    | —                         | —                         | —                         | 29    | 0     | 0     |
| Atlético Bucaramanga · Colombia | 1.ª           | 2017          | 20    | 1     | 0     | 1                    | 0                    | 0                    | —                         | —                         | —                         | 21    | 1     | 0     |
| Atlético Bucaramanga · Colombia | Total club    | Total club    | 83    | 2     | 0     | 12                   | 0                    | 0                    | —                         | —                         | —                         | 95    | 2     | 0     |
| Atlético Nacional · Colombia | 1.ª           | 2017          | 3     | 0     | 0     | 1                    | 0                    | 0                    | —                         | —                         | —                         | 4     | 0     | 0     |
| Atlético Nacional · Colombia | 1.ª           | 2018          | 18    | 0     | 1     | 3                    | 0                    | 0                    | 1                         | 0                         | 0                         | 22    | 0     | 1     |
| Atlético Nacional · Colombia | 1.ª           | 2019          | 30    | 0     | 1     | 4                    | 0                    | 0                    | 1                         | 0                         | 0                         | 35    | 0     | 1     |
| Atlético Nacional · Colombia | 1.ª           | 2020          | 11    | 0     | 0     | —                    | —                    | —                    | 2                         | 0                         | 0                         | 13    | 0     | 0     |
| Atlético Nacional · Colombia | Total club    | Total club    | 62    | 0     | 2     | 8                    | 0                    | 0                    | 4                         | 0                         | 0                         | 74    | 0     | 2     |
| New England Revolution Estados Unidos                                                                                                  | 1.ª           | 2021          | 12    | 0     | 0     | —                    | —                    | —                    | —                         | —                         | —                         | 12    | 0     | 0     |
| New England Revolution Estados Unidos                                                                                                  | Total club    | Total club    | 12    | 0     | 0     | —                    | —                    | —                    | —                         | —                         | —                         | 12    | 0     | 0     |
| Deportivo Cali · Colombia | 1.ª           | 2022          | 16    | 0     | 0     | 4                    | 0                    | 0                    | 7                         | 0                         | 0                         | 27    | 0     | 0     |
| Deportivo Cali · Colombia | Total club    | Total club    | 16    | 0     | 0     | 4                    | 0                    | 0                    | 7                         | 0                         | 0                         | 27    | 0     | 0     |
| Deportivo Pasto · Colombia | 1.ª           | 2023          | 41    | 0     | 0     | 2                    | 0                    | 0                    | —                         | —                         | —                         | 43    | 0     | 0     |
| Deportivo Pasto · Colombia | 1.ª           | 2024          | 31    | 1     | 2     | 4                    | 0                    | 0                    | —                         | —                         | —                         | 35    | 1     | 2     |
| Deportivo Pasto · Colombia | Total club    | Total club    | 72    | 1     | 2     | 6                    | 0                    | 0                    | —                         | —                         | —                         | 78    | 1     | 2     |
| Independiente Santa Fe · Colombia | 1.ª           | 2025          | 0     | 0     | 0     | 0                    | 0                    | 0                    | 0                         | 0                         | 0                         | 0     | 0     | 0     |
| Independiente Santa Fe · Colombia | Total club    | Total club    | 0     | 0     | 0     | 0                    | 0                    | 0                    | 0                         | 0                         | 0                         | 0     | 0     | 0     |
| Total carrera | Total carrera | Total carrera | 264   | 4     | 4     | 36                   | 0                    | 0                    | 11                        | 0                         | 0                         | 311   | 4     | 4     |
| (1) Incluye datos de Copa Colombia (2011-Act).(2) Incluye datos de la Copa Sudamericana (2019-2022) y Copa Libertadores (2018 y 2022). |               |               |       |       |       |                      |                      |                      |                           |                           |                           |       |       |       |

## Palmarés

### Torneos nacionales
| Título                 | Club                   | País           | Año  |
| ---------------------- | ---------------------- | -------------- | ---- |
| Primera B              | Atlético Bucaramanga   | Colombia       | 2015 |
| Copa Colombia          | Atlético Nacional      | Colombia       | 2018 |
| MLS Supporters' Shield | New England Revolution | Estados Unidos | 2021 |
| Torneo Apertura        | Santa Fe               | Colombia       | 2025 |